# Књига о Јову
Књига о Јову припада мудрословној (заједно са Причама Соломоновим, Књигом проповедниковом и Песмом над песмама) старозаветној, хебрејској књижевности.
Не може се поуздано утврдити време настанка и аутор. Претпоставља се да је састављена око 6. в. п. н. е.
За разумевање Књиге о Јову важно је знати да је настала у време када код Израелаца још увек не постоји идеја о животу после живота и награди за страдања на земљи. По веровању Израелаца, човек после живота не нестаје потпуно већ прелази у неки магловити, неодређени шеол. У том новом обитавалишту сви су једнаки, и богати и сиромашни, и добри и зли. Са тог становишта могла је једино да се развије идеја о награди у овом животу за побожност и добра дела. Награда за добро или казна за зло сагледавају се у земаљској перспективи и наглашавају се временске санкције. Из те перспективе књига о Јову припада раздобљу када идеја о награди у садашњем животу наилази на непремостиве тешкоће. Идеја о награди после живота за праведнике јавиће се тек у првој половини 2. в. п. н. е. Књига о Јову представља помак у тражењу решења које ће одговарати стварности.
Књига о Јову се заснива на приповести о едомском шеику који се показао несаломив у својој вери када га је искушавао Сотона. Сотона ту још увек није зли дух касније библијске традиције.
Хебрејско име Јов са семантичког становишта може да означава неколико ствари:
1. питање - где је божански отац?
2. и епитет – онај који је омражен, прогоњен.

Један од главних циљева мудрословне, софиолошке књижевности јесте да читаоцу пружи моралну и филозофску поуку. Зато таква књижевност обилује мудрим изрекама, сентенцама, филозофским и теолошким размишљањима о природи Бога, човека, њиховог односа и света уопште. 
У Књизи о Јову разматра се питање порекла зла, патње и несрећне људске судбине. Тема Књиге о Јову је незаслужена патња праведника, његово искушавање и ћутање Бога који оклева да помогне праведном Јову.
Ово дело покреће питање смисла и оправдања људске религиозности и вере у бога пред земаљским патњама и невољама које свакодневни живот доноси. Ако је Бог добро зашто дозвољава зло? Ако је Бог праведан, зашто дозвољава да невини страдају? Књига о Јову представља својеврсну теодицеју. Бог је праведан и изнад човека, који није у стању да схвати и да проникне у божанску промисао. 
Јов је суочен са мучним проблемом - зна да је невин, а и поред тога испашта. Традиционално објашњење о кривици и испаштању, и награди у овом животу показало се у свој својој слабости и недовољности. Пријатељи Јова, Елифас, Вилдад и Софар бране традиционално учење. Они су уверени да је Јов починио неки грех и да због тога сада испашта. Док пријатељи Јова тврде да он мора да је велики грешник, Јов све време тврди да је невин. 
Његов свет је срушен, његове патње су бесмислене. Проклиње дан када је рођен, и доводи у питање божанску праведност. У агонији се обара на Бога. На врхунцу расправе јавља се Бог из вихора питањем Јову «Где си био кад сам Земљу стварао?». Јов се покорава и каје.

## Композиција Књиге о Јову
Главни облик мудрословне књижевности је машал (на јеврејском), односно парабола (грчки), што значи прича која својим површинским слојем упућује на дубљи духовни смисао. Најједноставнији тип машала је пословица у облику дистиха. Књига о Јову коју чине прозни пролог и епилог, средишњи песнички део од три циклуса расправа и одговор Бога из вихора има и дужи облик машала. Ова мудрачка и поучна књига има и драмски карактер.
1. пролог у прози
2. три циклуса расправа:

2.1.	Јовова тужбалица
2.2.	први циклус:
- Елифас / Јовов одговор
- Вилдад / Јовов одговор
- Софар / Јовов одговор

2.3.	други циклус:
- Елифас / Јовов одговор
- Вилдад / Јовов одговор
- Софар / Јовов одговор

2.4.	трећи циклус:
- Елифас / Јовов одговор
- Вилдад / Јовов одговор
- Песма о мудрости
- Јовова коначна одбрана
- Елилујева беседа

1. Одговор Бога из вихора

3.1.	први говор / Јов се покорава
3.2.	други говор / Јов се каје
1. Епилог у прози

Првобитно дело представљало је књижицу у прози са дијалогом и теофанијом. Додавањем нових елемената добило је садашњи облик. Накнадно су унети у првобитни распоред Песма о мудрости и Елилујева беседа. Елилуј се не помиње као Јовов пријатељ нити у прологу нити у епилогу. Његов савет долази после расправе Јова са пријатељима. У пролошком, прозном делу одвија се дијалог између Бога и Сотоне. У песничком, средишњем делу нема ни најмање алузије на тај разговор. То је навело на закључак да је песнички део каснија интерполација непознатог аутора. У том делу Сотона се јавља као један о синова Божијих, као део божанског савета који обилази Земљу. У Књизи о Јову Сотона није зли дух касније библијске традиције. Он обилази Земљу трагајући за људским грешницима те се јавља у функцији својеврсног тужиоца. У случају Јова, он истрајава у свом убеђењу да људи, па ни Јов, искрено не поштују Бога, да га славе само дотле док осећају његову наклоност и примају награду за своју праведност.